# Hilde Fenne
Hilde Fenne, född 12 maj 1993, är en norsk skidskytt. Hon debuterade i världscupen i Östersund, Sverige, den 1 december 2012.
Hon var med i det norska laget och vann VM-guldet på stafetten i Nové Město den 15 februari 2013. Hon tog även ett individuellt guld och brons i ungdomsklassen vid junior-VM 2012 i Kontiolax, Finland, samt ett stafettguld i juniorklassen.